# Галаганове (урочище «Парк Галагана»)
Галага́нове (уро́чище «Парк Галага́на») — ботанічний заказник місцевого значення в Україні. Розташоване в межах Срібнянського району Чернігівської області, на південь від села Сокиринці. 
Площа 350 га. Статус присвоєно згідно з рішенням Чернігівського облвиконкому від 16.07.1968 року № 389; від 10.06.1972 року № 303; від 04.12.1978 року № 529; від 27.12.1984 року № 454; від 28.08.1989 року № 164. Перебуває у віданні ДП «Прилуцьке лісове господарство» (Сокиринське л-во, кв. 19-34). 
Статус присвоєно для збереження лісового масиву з високопродуктивними насадженнями дуба. У домішку — береза та інші.